# Schattendatenbank
Der nicht im Sinne der Informatik zu verstehende datenschutzrechtliche Begriff der Schattendatenbank beschreibt eine Datenbank, die sog. Schattendaten zu natürlichen Personen enthält, das heißt, personenbezogene oder (ggf. zu einem späteren Zeitpunkt) auf eine Person (rück-)beziehbare Daten, von denen die Betroffenen in aller Regel nicht wissen, dass Dritte diese über sie gespeichert haben bzw. regelmäßig speichern.

## Beispiel 1: Möglichkeit zur nachträglichen Zuordnung der Internethistorie
Durch die Einbindung von PlugIns, meist Drittanbieter-Skripten die bspw. per JavaScript eingebunden und beim Aufruf der Websites nutzerseitig nachgeladen werden, gelangen Internetkonzerne wie Google, Facebook und Twitter an eine große Menge an Referrer-Daten. Meldet sich später eine Person bei einem der Dienste dieser Konzerne an, und wurden bereits in der Schattendatenbank zu dieser IP-Adresse oder diesem Canvas-Fingerabdruck bereits Informationen gespeichert, kann bspw. Webtraffic – sofern er durch die o. g. Social-Media-Skripte erfasst wurde – dieser Person nachträglich zugeordnet werden.

## Beispiel 2: Schattendaten durch Nachsendeaufträge
Ein weiteres Beispiel für die Anlegung von Schattendatenbanken ist die Tätigkeit der Deutschen Post Adress. Diese veräußert – ohne die Kunden hierauf besonders hinzuweisen – die Meldeadressen aus den Nachsendeaufträgen an andere Datenbankbetreiber, damit diese ihren Datensatz aktuell halten können.

## Beispiel 3: Schattendaten durch Abgleich des Endgeräte-Adressbuchs
Eine weitere Form der Schattendatenbank findet sich bei Smartphone-Messengern wieder. Häufig verlangen diese, dass beim ersten Start der App oder bei jedem Start das Adressbuch des Endgerätes in gehashter Form an den Betreiber des Messengerdienstes hochgeladen wird (z. B. WhatsApp). Hierbei werden nicht nur die Telefonnummern von Menschen zum Messengerdienst übermittelt, die den Messengerdienst nutzen, sondern auch die Daten derer, die diesen Dienst (noch) nicht nutzen. Meldet sich eine dieser Personen später bei dem Messengerdienst oder einem anderen Dienst des Messengerdienstes an (bspw. beim Sozialen Netzwerk Facebook) kann das Soziale Netzwerk Profile anderer Nutzer zur Vernetzung vorschlagen, deren Rufnummern oder E-Mail-Adressen im Adressbuch des Endgerätes waren.

## Links
- Facebook nutzt Daten über euch, die ihr nie verraten habt (Meldung vom 27.9.2018)
- taz gazete: Der digitale Schatten. In: Die Tageszeitung: taz. 23. Februar 2019, abgerufen am 23. August 2020.